# Zbigniew Neugebauer
Zbigniew Jan Neugebauer (ur. 23 listopada 1923, zm. 27 sierpnia 2000) – kapitan bombardier Polskich Sił Powietrznych na Zachodzie, dziennikarz, pisarz i tłumacz.

## Życiorys
Urodził się 23 listopada 1923 r. w Stanisławowie na Pokuciu, jako dziecko Józefa i Walerii z d. Dörre. Był synem byłego podoficera armii austriackiej pochodzenia niemieckiego, a następnie podoficera Wojska Polskiego, instruktora przysposobienia obronnego. Po kampanii wrześniowej (miał wtedy 16 lat, więc nie brał w niej udziału) znalazł się na Węgrzech. Był internowany, a następnie uciekł i dostał się do Francji, a następnie do Anglii. Wstąpił do Polskich Sił Powietrznych, posiadał numer służbowy RAF P-2247. Szkolił się początkowo w podchorążówce w Szkocji a następnie przeszedł kurs dla bombardierów lotniczych. Uzyskał promocję oficerską, a następnie stopień porucznika. Służył w dywizjonie 301, następnie został przydzielony do 1586 eskadry do zadań specjalnych. Z lotniska w Brindisi brał udział w lotach ze zrzutami zaopatrywania dla podziemia w różnych krajach Europy, w tym także Armii Krajowej (do Polski latał trzykrotnie).
W czasie wojny był także członkiem załogi transportowej i uczestniczył w akcji polegającej na dostarczaniu samolotów z Ameryki Północnej na front japoński. Wynosząca prawie 30 000 kilometrów trasa zaczynała się w Montrealu i wiodła przez Atlantyk, Brazylię, Nigerię, Sudan, Etiopię i Bliski Wschód aż do Karaczi w Pakistanie.
Wojnę zakończył w stopniu kapitana. Za zasługi wojenne odznaczony m.in. dwukrotnie Krzyżem Walecznych i dwukrotnie Medalem Lotniczym.
W peerelowskiej rzeczywistości, przez blisko 10 lat nie mógł znaleźć stałej pracy. Pracował w redakcji Forum, Perspektyw, Kuriera Polskiego. Założył Klub Sprawozdawców Lotniczych.
Od 1978 roku przebywał na emigracji w USA, gdzie pisał, pod pseudonimem "Puszczyk", felietony do wychodzącego tam "Kuriera". Zrealizował dla Telewizji Polskiej wiele programów o Polonii nowojorskiej. Za zasługi powojenne dekorowany Krzyżem Oficerskim Orderu Odrodzenia Polski.
Zmarł 27 sierpnia 2000, w Nowym Jorku. Ciało zostało przewiezione na cmentarz parafialny do Amerykańskiej Częstochowy w Doylestown w Pensylwanii.
Autor Czternastu spod Worhraty (Wydawnictwo Ministerstwa Obrony Narodowej, 1965), Wracajcie szczęśliwie do bazy (Książka i Wiedza, 3 wydania w latach 1966, 1971, 1974).